# Aeroporto Internacional de Mangalor
O Aeroporto Internacional de Mangalor (IATA: IXE, ICAO: VOML) (em hindi:  मंगलौर अंतर्राष्ट्रीय विमानक्षेत्र, antigamente Aeroporto de Bajpe) é um aeroporto doméstico e internacional que serve a cidade costeira de Mangalor, na Índia. O aeroporto foi aberto em 1951 como um aeródromo.
O aeroporto está localizado próximo a Bajpe, cerca 20 km a nordeste do centro da cidade. Vários voos diários conectam Bajpe com importantes cidades do sul e oeste da Índia, bem como outras cidades do Oriente Médio.

## Acidentes e incidentes
- 22 de maio de 2010 - Voo Air India Express 812, um Boeing 737-800, que perfazia a rota Dubai-Mangalore, saiu da pista 06/24 durante o pouso, causando a morte de 159 pessoas a bordo.[1]